# Cadereyta Jiménez
Cadereyta Jiménez là một đô thị thuộc bang Nuevo León, México. Năm 2005, dân số của đô thị này là 73746 người.